# Cerkiew św. Anny w Giżycku
Cerkiew pod wezwaniem św. Anny – prawosławna cerkiew parafialna w Giżycku. Należy do dekanatu Olsztyn diecezji białostocko-gdańskiej Polskiego Autokefalicznego Kościoła Prawosławnego.
Świątynia mieści się przy ulicy Warszawskiej 35 (w sąsiedztwie dawnej wieży ciśnień), w zaadaptowanej na potrzeby liturgii prawosławnej kaplicy ewangelickiej z końca XIX w., rozbudowanej w latach 80. XX w.

## Architektura
Budynek na planie prostokąta, murowany, otynkowany na szaro, zakończony półkolistą absydą. Dach dwuspadowy, kryty dachówką, na nim kryta blachą neobarokowa sygnaturka zwieńczona chorągiewką i krzyżem. Od frontu niewielki przedsionek ozdobiony cebulastą kopułką z ośmioramiennym krzyżem. Okna niewielkie, zamknięte półkolisto. Wewnątrz współczesne wyposażenie cerkiewne.